# Röd stäppblomfluga
Röd stäppblomfluga (Paragus bicolor) är en tvåvingeart som först beskrevs av Fabricius 1794.  Röd stäppblomfluga ingår i släktet stäppblomflugor, och familjen blomflugor. Arten är reproducerande i Sverige. Inga underarter finns listade i Catalogue of Life.